# Селца (Албанија)
Селца или Сељца (алб. Selcë) је насељено место у општини Велика Малесија у округу Скадар, Албанија. Према попису из 1989. године било је 1.009 становника.
Селца су једно од насеља и родова малисорског племена Клименти. Српски етнолог Андрија Јовићевић, 1923. године наводи да Селца имају 144 кућа и 970 житеља. Село се дели на махале Врата, Ђоновић (Ђонај), Радетина, Пепај и Гобаја.